# Just Like a Woman
«Just Like a Woman» — песня американского певца и музыканта Боба Дилана с его альбома 1966 года Blonde on Blonde. Позднее в том же году в США была издана отдельным синглом.
В США песня достигла 33 места (в чарте Billboard Hot 100).
В 2004 году журнал Rolling Stone поместил песню «Just Like a Woman» в исполнении Боба Дилана на 230 место своего списка «500 величайших песен всех времён». В списке 2011 года песня находится на 232 месте.

## Кавер-версии
- Американский певец и музыкант Джефф Бакли на заре своей карьеры часто исполнял сольно «Just Like a Woman». Его версии вошли в концертный альбом Live at Sin-é и сборник You and I[5].
- Кавер-версия этой песни в исполнении британской группы Manfred Mann (выпущена на сингле в июле 1966 года и затем включена в долгоиграющий альбом As Is) достигла #10 в UK Singles Chart[6].